# Michaił Butusow
Michaił Pawłowicz Butusow, ros. Михаил Павлович Бутусов (ur. 5 czerwca?/18 czerwca 1900 w Petersburgu, zm. 11 kwietnia 1963 w Leningradzie) – rosyjski piłkarz, grający na pozycji napastnika oraz hokeista, pierwszy kapitan reprezentacji ZSRR, trener piłkarski.

## Kariera piłkarska

### Kariera klubowa
W 1912 rozpoczął karierę piłkarską w drużynie Unitas Sankt Petersburg. Potem występował w klubach Wyborgski Rajon Leningrad i Piszczewkus Leningrad, pełniąc w nich funkcje kapitana drużyny. W 1931 został piłkarzem Dinama Leningrad, w którym rozegrał 6 oficjalnych meczów w pierwszych dwóch mistrzostwach ZSRR. We wrześniu 1936 zakończył karierę piłkarską.

### Kariera reprezentacyjna
21 sierpnia 1923 debiutował w reprezentacji ZSRR w historycznym pierwszym (nieoficjalnym) meczu ze Szwecją (2:1), w którym strzelił pierwszego debiutowego gola oraz był pierwszym kapitanem.
16 listopada 1924 debiutował w reprezentacji ZSRR w historycznym pierwszym oficjalnym meczu z Turcją (3:0), w którym zdobył 2 bramki. Łącznie rozegrał 2 mecze oficjalne (3 bramki) i 8 meczów nieoficjalnych (6 goli) z innymi narodowymi reprezentacjami oraz strzelił 88 goli w meczach reprezentacji ZSRR z drużynami robotników Austrii, Niemiec, Łotwy, Norwegii, Urugwaju, Finlandii, Szwecji i Estonii. Uczestnik meczu z reprezentacją Pragi w 1935, triumfalnych wojażów reprezentacji Rosyjskiej FSRR w Skandynawii, Finlandii, Niemczech, Estonii w 1923, gdzie zdobył 57 bramek.
Wcześniej bronił barw reprezentacji Piotrogrodu/Leningradu (1918-1935), Rosyjskiej FSRR (1923-1932) oraz towarzystwa Dynama (1933).

## Kariera trenerska
W 1937 rozpoczął karierę trenerską. Najpierw trenował macierzystą drużynę Dinamo Leningrad. Od 1939 prowadził Dinamo Tbilisi. We wrześniu 1940 objął stanowisko głównego trenera Dynama Kijów. W okresie wojennym pracował z klubem Dinamo Taszkent. Od 1946 do 1953 trenował kluby Zenit Leningrad i ponownie Dynamo Kijów oraz Dinamo Leningrad. Od 1954 był członkiem Prezydium Federacji Piłki Nożnej ZSRR. Zmarł 11 kwietnia 1963 w Leningradzie w wieku 63 lat.

## Kariera hokeisty
Oprócz piłki nożnej Butusow uprawiał bandy do 1937. W reprezentacji Piotrogrodu/Leningradu (1918-1936), ZSRR (1928), Rosyjskiej FSRR (1922-1929). Mistrz ZSRR 1928, wicemistrz ZSRR 1933, brązowy medalista 1936. Mistrz Rosyjskiej FSRR 1924, 1926, 1927, 1928. W reprezentacji ZSRR (1928) - 2 mecze, 3 goli. Zwycięzca Zimowej Robotniczej Spartakiady Świata 1928 w Osło.
W składzie Dinama Leningrad w pierwszych mistrzostwach ZSRR w bandy — 2 meczów, 2 bramki.

## Sukcesy i odznaczenia

### Sukcesy klubowe
- mistrz Rosyjskiej FSRR: 1924, 1932
- mistrz Leningradu: 1928, 1929, 1931, 1933, 1935
- wicemistrz ZSRR spośród reprezentacji miast: 1924, 1932, 1935
- wicemistrz Rosyjskiej FSRR: 1928, 1931

### Sukcesy trenerskie
- wicemistrz ZSRR: 1939, 1940

### Sukcesy indywidualne
- wybrany do listy 44 oraz 33 najlepszych piłkarzy ZSRR według magazynu FiS: Nr 1 (1928, 1930)

### Odznaczenia
- nagrodzony tytułem Zasłużonego Mistrza Sportu ZSRR: 1934
- nagrodzony Orderem „Znak Honoru”